# Linia kolejowa nr 394
Linia kolejowa nr 394 – jedno- i dwutorowa, zelektryfikowana, pierwszorzędna linia kolejowa znaczenia państwowego łącząca stację Poznań Krzesiny ze stacją Kobylnica.
Linia jest wykorzystywana wyłącznie w ruchu towarowym – korzystają z niej pociągi jadące w kierunku stacji Poznań Franowo i obsługiwane głównie przez PKP Cargo, CTL Logistics, DB Cargo Polska oraz Lotos Kolej, a także mniejszych przewoźników towarowych.

## Historia powstania
Linia kolejowa nr 394, będąca fragmentem poznańskiej kolei obwodowej na odcinku Pokrzywno – Zieliniec, została wybudowana w czasie II wojny światowej przez około 350 więźniarek pochodzenia żydowskiego, przetrzymywanych w sąsiedztwie linii w obozie pracy na terenie Antoninka.

## Parametry techniczne
Ze względu na pogarszający się stan techniczny odcinka podg Zieliniec – Kobylnica wprowadzono ograniczenie prędkości do 30 km/h. Od 2016 roku prowadzone były prace remontowe celem przywrócenia prędkości rozkładowej 80 km/h w torze nr 2 na odcinku Zieliniec – Kobylnica. W rozkładzie jazdy 2016/2017 nastąpiło obniżenie prędkości rozkładowej z 50 do 30 km/h w torze nr 2 na odcinku Stary Młyn – Zieliniec.
19 czerwca 2017 roku rozstrzygnięto przetarg na remont toru nr 1 na odcinku Zieliniec – Kobylnica. W jego wyniku prędkość szlakowa w rozkładzie jazdy 2017/2018 wzrosła z 30 do 100 km/h.